# La Chapelle-Janson
Pour les articles homonymes, voir La Chapelle.
La Chapelle-Janson est une ancienne commune française située dans le département d'Ille-et-Vilaine, en région Bretagne, peuplée de 1 501 habitants. Le 1er janvier 2024, elle fusionne avec Fleurigné pour former la commune de La Chapelle-Fleurigné.

## Géographie

### Communes limitrophes
| Fleurigné                                      |                           | Larchamp (Mayenne)     |
| Beaucé (par un quadripoint) La Selle-en-Luitré | La Chapelle-Janson        |                        |
|                                                | Luitré (Luitré-Dompierre) | La Pellerine (Mayenne) |

### Évolution du territoire
Le 1er janvier 2024, la commune de La Chapelle-Fleurigné est créée sous le régime de la commune nouvelle par fusion des communes de La Chapelle-Janson et Fleurigné par arrêté préfectoral du 27 septembre 2023, sous la graphie La Chapelle Fleurigné. Un arrêté rectificatif est publié le 5 octobre 2023 avec la graphie avec trait d'union La Chapelle-Fleurigné. Les deux anciennes communes deviennent communes déléguées. Le chef-lieu est fixé à la mairie de La Chapelle-Janson.

### Climat
Pour des articles plus généraux, voir Climat de la Bretagne et Climat d'Ille-et-Vilaine.
En 2010, le climat de la commune est de type climat océanique franc, selon une étude du CNRS s'appuyant sur une série de données couvrant la période 1971-2000. En 2020, Météo-France publie une typologie des climats de la France métropolitaine dans laquelle la commune est exposée à un climat océanique et est dans la région climatique  Bretagne orientale et méridionale, Pays nantais, Vendée, caractérisée par une faible pluviométrie en été et une bonne insolation. Parallèlement l'observatoire de l'environnement en Bretagne publie en 2020 un zonage climatique de la région Bretagne, s'appuyant sur des données de Météo-France de 2009. La commune est, selon ce zonage, dans la zone « Intérieur Est », avec des hivers frais, des étés chauds et des pluies modérées.  
Pour la période 1971-2000, la température annuelle moyenne est de 10,9 °C, avec une amplitude thermique annuelle de 13,2 °C. Le cumul annuel moyen de précipitations est de 902 mm, avec 13,7 jours de précipitations en janvier et 8,1 jours en juillet. Pour la période 1991-2020, la température moyenne annuelle observée sur la station météorologique la plus proche, située sur la commune de Fougères à 7 km à vol d'oiseau, est de 11,9 °C et le cumul annuel moyen de précipitations est de 939,1 mm,. Pour l'avenir, les paramètres climatiques de la commune estimés pour 2050 selon différents scénarios d'émission de gaz à effet de serre sont consultables sur un site dédié publié par Météo-France en novembre 2022.

## Urbanisme

### Typologie
La Chapelle-Janson est une commune rurale, car elle fait partie des communes peu ou très peu denses, au sens de la grille communale de densité de l'Insee,,,.
Par ailleurs la commune fait partie de l'aire d'attraction de Fougères, dont elle est une commune de la couronne. Cette aire, qui regroupe 27 communes, est catégorisée dans les aires de 50 000 à moins de 200 000 habitants,.

### Occupation des sols
L'occupation des sols de la commune, telle qu'elle ressort de la base de données européenne d’occupation biophysique des sols Corine Land Cover (CLC), est marquée par l'importance des territoires agricoles (97,4 % en 2018), néanmoins en diminution par rapport à 1990 (98,6 %). La répartition détaillée en 2018 est la suivante :
terres arables (40,9 %), prairies (30,4 %), zones agricoles hétérogènes (26,1 %), zones urbanisées (2,4 %), mines, décharges et chantiers (0,3 %). L'évolution de l’occupation des sols de la commune et de ses infrastructures peut être observée sur les différentes représentations cartographiques du territoire : la carte de Cassini (XVIIIe siècle), la carte d'état-major (1820-1866) et les cartes ou photos aériennes de l'IGN pour la période actuelle (1950 à aujourd'hui).

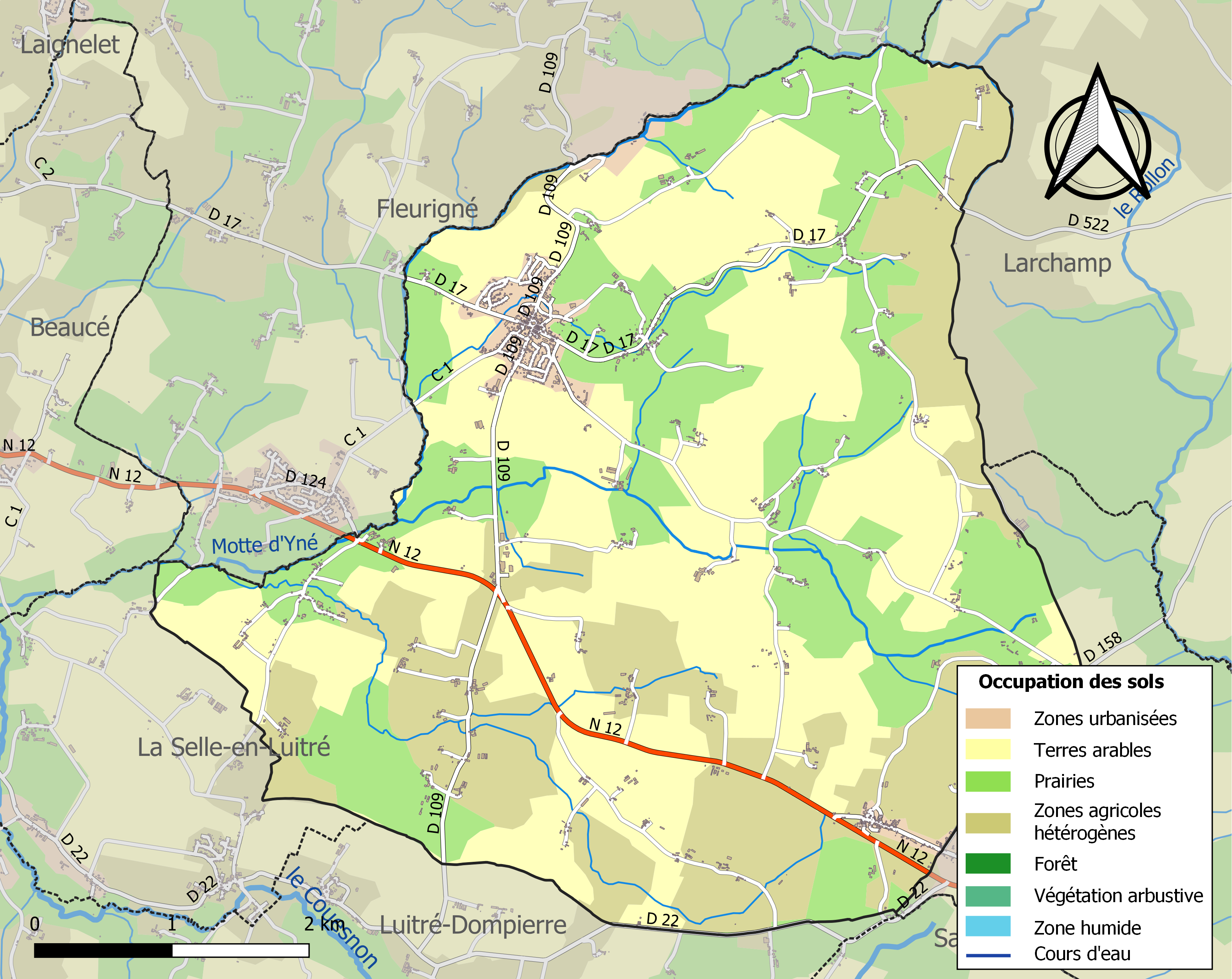
Carte des infrastructures et de l'occupation des sols de la commune en 2018 (CLC).

## Toponymie

### Attestations anciennes
- Capella Gençon (1032).
- Capella Janson (XIIIe siècle).
- Capella Janczon (1516).

## Histoire

### Révolution française
La Chapelle-Janson fait partie des communes déclarées totalement insurgées en 1793-1794.

### LeXXesiècle

#### LaBelle Époque
L'inventaire des biens d'église provoqua des difficultés : Le Journal du 14 mars 1906 écrit : « À La Chapelle-Janson, Balazé, Saint-M'Hervé, les bourgs étaient barrés par des tas de fagots enflammés; les églises étaient entourées de charrettes enchevêtrées les unes dans les autres ; et les gendarmes étaient accueillis avec des gourdins et à coups de cailloux. Plusieurs officiers et plusieurs gendarmes ont été renversés et assez sérieusement blessés ».

### LeXXIesiècle
Le 1er janvier 2024, La Chapelle-Janson et Fleurigné fusionnent pour créer la commune nouvelle de la Chapelle-Fleurigné.

## Politique et administration

### Liste des maires
| Période                                  | Période                       | Identité            | Étiquette | Qualité                                                                                         |
| ---------------------------------------- | ----------------------------- | ------------------- | --------- | ----------------------------------------------------------------------------------------------- |
| Les données manquantes sont à compléter. |                               |                     |           |                                                                                                 |
| 1812                                     | 1812                          | Louis Letendre      |           |                                                                                                 |
| Les données manquantes sont à compléter. |                               |                     |           |                                                                                                 |
| ?                                        | 1945                          | Jean Carré          |           |                                                                                                 |
| 1945                                     | juillet 1971 (décès)          | Joseph Carré        |           | Ancien cultivateur                                                                              |
| août 1971                                | janvier 1974 (décès)          | Joseph Geslin       |           | Puisatier                                                                                       |
| mars 1974                                | 6 novembre 1999 (démission)   | Joseph Azé          |           |                                                                                                 |
| 6 novembre 1999                          | 21 septembre 2011 (démission) | Marie-Louise Beaucé | DVD       | Première adjointe au maire (1995 → 1999) Vice-présidente de Fougères communauté Maire honoraire |
| 28 septembre 2011                        | 31 décembre 2023              | Alain Forêt,        | DVD       | Cadre                                                                                           |

### Liste des maires délégués
| Période        | Période  | Identité    | Étiquette | Qualité |
| -------------- | -------- | ----------- | --------- | ------- |
| 4 janvier 2024 | En cours | Alain Forêt | DVD       | Cadre   |

## Démographie
En 2022, la commune comptait 1 501 habitants, en évolution de +4,09 % par rapport à 2016 (Ille-et-Vilaine : +5,46 %, France hors Mayotte : +2,11 %).
| 1793  | 1800  | 1806  | 1821  | 1831  | 1836  | 1841  | 1846  | 1851  |
| ----- | ----- | ----- | ----- | ----- | ----- | ----- | ----- | ----- |
| 2 100 | 2 089 | 2 113 | 1 876 | 2 013 | 2 031 | 2 010 | 1 909 | 2 010 |

| 1856  | 1861  | 1866  | 1872  | 1876  | 1881  | 1886  | 1891  | 1896  |
| ----- | ----- | ----- | ----- | ----- | ----- | ----- | ----- | ----- |
| 1 929 | 1 882 | 1 830 | 1 736 | 1 813 | 1 750 | 1 680 | 1 709 | 1 665 |

| 1901  | 1906  | 1911  | 1921  | 1926  | 1931  | 1936  | 1946  | 1954  |
| ----- | ----- | ----- | ----- | ----- | ----- | ----- | ----- | ----- |
| 1 612 | 1 654 | 1 581 | 1 338 | 1 351 | 1 323 | 1 337 | 1 309 | 1 290 |

| 1962  | 1968  | 1975  | 1982  | 1990  | 1999  | 2006  | 2007  | 2012  |
| ----- | ----- | ----- | ----- | ----- | ----- | ----- | ----- | ----- |
| 1 237 | 1 108 | 1 041 | 1 140 | 1 244 | 1 156 | 1 237 | 1 248 | 1 412 |

| 2017  | 2022  | - | - | - | - | - | - | - |
| ----- | ----- | - | - | - | - | - | - | - |
| 1 450 | 1 501 | - | - | - | - | - | - | - |

## Lieux et monuments

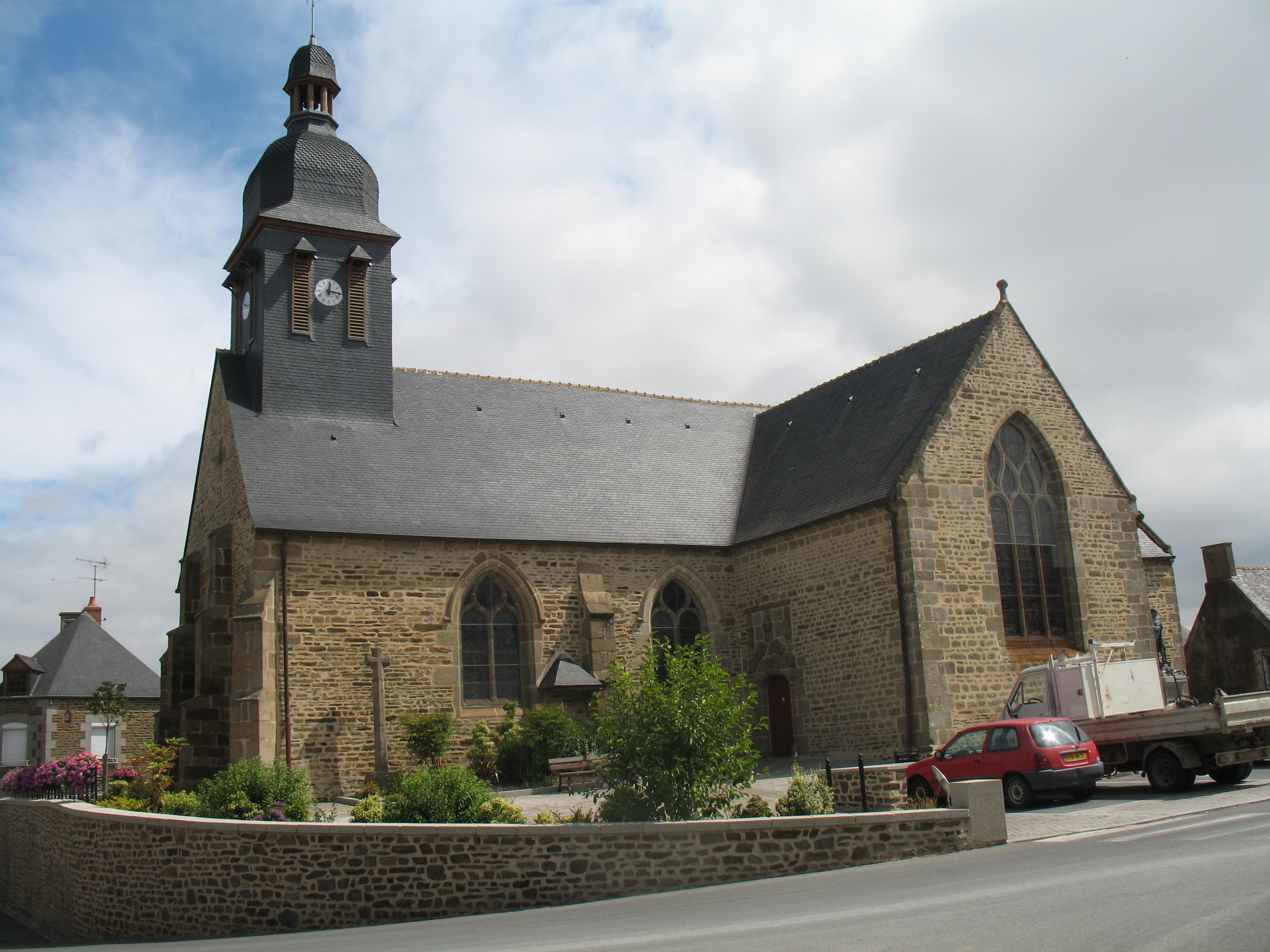
L'église Saint-Lézin.

L'église Saint-Lezin a été construite du XVe au XVIe siècle. Elle dépendait alors de l'abbaye Saint-Georges de Rennes. Elle a été fortement remaniée aux XVIIe et XVIIIe siècles. Le chœur est décoré de peintures murales par l'artiste Louis Garin (1888-1959) dans les années 1920.

## Personnalités liées à la commune
- Joseph Groussard, ancien coureur cycliste professionnel, né dans la commune le 2 mars 1934.
- Georges Groussard, ancien coureur cycliste professionnel, né dans la commune le 22 mars 1937.
- Eduardo Camavinga, footballeur international français, a grandi dans la commune et a donné son nom au stade[27].